# کریستینا آدولفسون
کریستینا آدولفسون (انگلیسی: Kristina Adolphson؛ زادهٔ ۲ سپتامبر ۱۹۳۷) هنرپیشه اهل سوئد است.
از فیلم‌ها یا برنامه‌های تلویزیونی که وی در آن نقش داشته‌است، می‌توان به فانی و الکساندر، چشم اهریمن، مادربزرگ و پروردگارمان و اعترافات خصوصی اشاره کرد.